# Attentat de l'église d'Owo
L'attentat de l'église d'Owo est survenu le 5 juin 2022 lorsqu'une fusillade de masse et un attentat à la bombe ont eu lieu dans une église catholique romaine de l'État d'Ondo, au Nigeria.

## Attentat
La fusillade s'est produite pendant la Pentecôte, en l'église catholique St. Francis dans la zone de gouvernement local d'Owo. Les assaillants ont fait exploser des engins explosifs improvisés juste à l'extérieur du bâtiment avant d'entrer dans l'église et ont ouvert le feu sur les fidèles pendant la messe. Plusieurs passants ont également été touchés par balles. Un témoin a déclaré à l'Agence France-Presse qu'il avait vu cinq hommes armés lors de l'attaque.
Le nombre de morts n'a pas encore été vérifié, mais la police a déclaré que le nombre devrait être élevé. L'homme politique local Adelegbe Timileyin a déclaré que plus de 50 personnes avaient été tuées, dont des enfants, tandis que d'autres sources estimaient un nombre de morts plus élevé. Les médecins ont dit à Reuters qu'un minimum de 50 corps avaient été récupérés. Timileyin a également déclaré que le prêtre avait été enlevé, ce que l'Église catholique a nié.
Le gouverneur de l'État d'Ondo (en), Rotimi Akeredolu (en), a annulé sa visite d'Abuja afin de pouvoir se rendre sur les lieux de l'attaque. Le président nigérian Muhammadu Buhari a condamné le massacre, qu'il a décrit comme une « attaque odieuse contre les fidèles ».
Le massacre a été accueilli avec un choc généralisé par le public nigérian. La réponse du président Buhari et de son parti All Progressives Congress a été critiquée comme inadéquate, et Buhari a suscité la controverse après avoir été surpris en train d'organiser une fête avec d'autres membres de l'APC quelques heures après l'attaque.